# Young Maylay
Christopher Bellard (17 de junho de 1979), mais conhecido pelo seu nome artístico Young Maylay, é um dublador e rapper norte-americano. Seu trabalho mais popular foi a interpretação do personagem Carl "CJ" Johnson no jogo Grand Theft Auto: San Andreas, de 2004. Seu álbum "San Andreas: The Original Mixtape", inspirado em seu personagem no jogo, foi lançado no dia 5 de julho de 2005. Ele é primo de Shawn Fonteno, que interpretou Franklin Clinton, um dos protagonistas de Grand Theft Auto V.
O personagem Carl "CJ" Johnson, que Maylay interpretava, não faz parte do universo HD, então não terá aparição no jogo a ser lançado, Grand Theft Auto: VI. 

## Carreira

### Música
Maylay tem estado presente em muitas mixtapes através da Costa Oeste, que incluem a "Cali Luv" de Celly Cel, "Thug Thisle" de Kila Tay, "Summer Heat" de Rodney O & Joe Cooley, "Coast Control" de DJ Warrior, "Boss's Up" de King T, "Underground Mix" de Gangsta Granny, "League Of His Own" de JR Ewng, "Round 2" de Problem, "CT Experience" de DJ Crazy Toones e "Unsigned Hype" de Jazzy D. Maylay também participou na música de Deeyah "What Will It Be?".
Lançada ao mercado em 5 de julho de 2005 San Andreas: The Original Mixtape, foi o primeiro trabalho de Maylay. Essa mixtape foi fortemente baseada no jogo Grand Theft Auto: San Andreas e no personagem que ele retratou. Atualmente, está na produção de outra mixtape, The Real Coast Guard.
Malaynium Muziq é o nome da gravadora independente de Young Maylay, localizada em Lancaster, na Califórnia. Maylay lançou seu San Andreas: Mixtape pela Malaynium Muziq.

## Grand Theft Auto: San Andreas
A popularidade de Young Maylay cresceu abruptamente no ano de 2004, quando foi escolhido para interpretar o personagem principal do então aguardado jogo Grand Theft Auto: San Andreas, Carl "CJ" Johnson.
Contam que Maylay estava ao telefone conversando amenidades com o DJ Pooh, que, à época, estava colaborando com a Rockstar Games. Alguns funcionários da empresa ouviram a conversa e chamaram Maylay para um teste.

## Discografia
| Ano  | Título                            |
| ---- | --------------------------------- |
| 2005 | San Andreas: The Original Mixtape |
| 2008 | The Real Coast Guard              |